# 오스테르

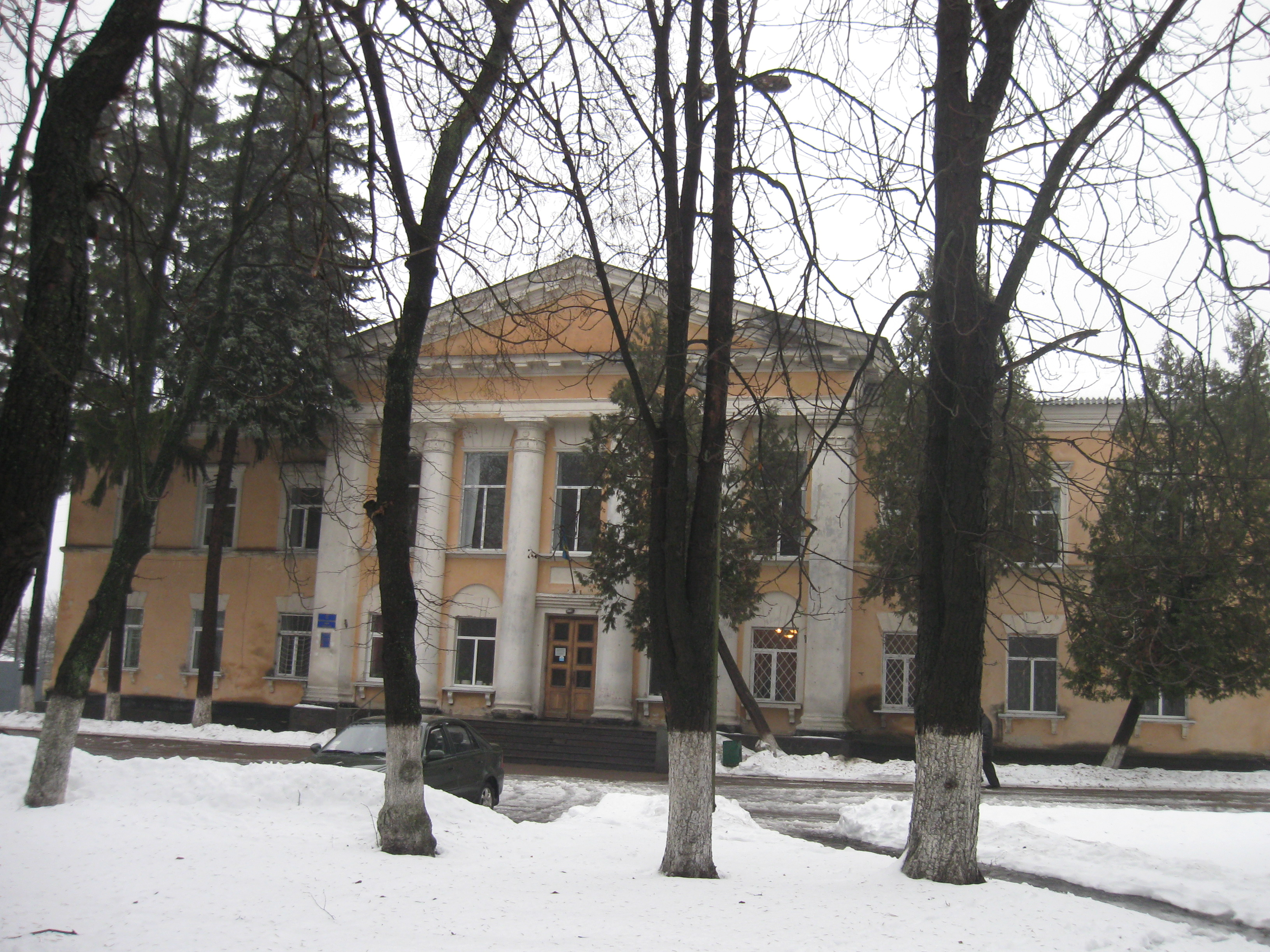
오스테르 시청

오스테르(우크라이나어: Остер, 러시아어: Остёр 오스툐르[*])는 우크라이나 체르니히우주의 도시로 면적은 76 km2, 높이는 111m, 인구는 6,180명(2015년 기준)이다. 데스나강의 지류인 오스테르 강(Oster)과 접한다.
1098년 키예프 대공국의 블라디미르 모노마흐 대공에 의해 설립되었다. 폴란드의 지배를 받고 있던 1662년에는 마그데부르크법에 따른 도시 지위를 부여받았다.

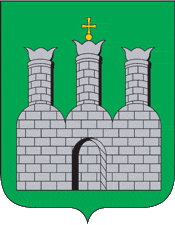
시 문장